# Tonight, Tonight
『Tonight, Tonight』（トゥナイト トゥナイト）は、MAN WITH A MISSIONの楽曲。2022年5月25日にSony Music Records（Sony Music Labels）から7枚目のフル・アルバム『Break and Cross the Walls II』の収録曲として発売された。

## 概要
- 本曲は、エクストリームスポーツ競技大会『X Games Chiba 2022 Presented by Yogibo』の大会テーマソングである[1][2]。
  - 同タイアップに対して、ボーカルのTokyo Tanakaは「X Gamesガ日本デ開催サレルッテコトデ最高ニ興奮シテオリマス。憧レテイタイベントデ、シカモライブアクトトシテモ出演。モォアガルシカナイデスヨネ! モシカシタラ歌イナガラスケートシチャウカモ? 是非世界最高峰ノアクションスポーツノ祭典デ、我々ト一緒ニ盛リ上ガリマショウ!!」とコメントした[1][2]。
  - また、2022年4月23日に開催された同大会にMAN WITH A MISSIONが出演し、スケートボードやBMX、Moto Xのライダーたちが飛び交う競技スケジュールの中にライブセットが組まれ、ライブを披露した[1][2]。
- 本曲は、ソニー・ピクチャーズ エンタテインメント配給映画『バイオレンスアクション』の挿入歌である[3][4]。
  - 同映画への起用は、映画の監督である瑠東東一郎からのオファーによるものである[3]。
  - これに対して自身は「今回ハ瑠東監督カラ直接オファーノ連絡ヲ頂キマシテ、トテモ嬉シイト共ニ身ノ引キ締マル思イデシタ。格好良イアクションシーンデ流シタイノデ、メチャクチャ格好良イ曲ヲオ願イシタイト言ワレテカナリプレッシャーデシタガ、音ト共ニ仕上ガッタ映像ガ凄スギテ圧倒サレマシタ。是非、映画館ノ大音量、大スクリーンデコノコラボレーションモ楽シンデ頂ケタラ嬉シイデス!」とコメントした[3]。
- 同年5月25日、自身の7thアルバム『Break and Cross the Walls II』の収録曲として発売された[5]。

## クレジット

### 作詞・作曲・編曲
- 作詞：Kamikaze Boy, Jean-Ken Johnny
- 作曲：Kamikaze Boy
- 編曲：MAN WITH A MISSION, 中野雅之

## タイアップ
- エクストリームスポーツ競技大会『X Games Chiba 2022 Presented by Yogibo』大会テーマソング[1][2]
- ソニー・ピクチャーズ エンタテインメント配給映画『バイオレンスアクション』挿入歌[3][4]

## 収録作品

### アルバム
- 7thアルバム『Break and Cross the Walls II』